# Vladimir Jochelson
Vladimir Iljitj Jochelson (ryska: Владимир Ильич Иохельсон), född 26 januari (gamla stilen: 14 januari) 1855 i Vilnius, död 2 november 1937 i New York, var en rysk etnograf och revolutionär. 
Jochelson tillhörde under 15 år det revolutionär-socialistiska partiet, levde många år utanför sitt lands gränser som politisk agent och förestod under en lång tid partiets tryckeri i Genève. År 1885 arresterades han, hölls länge i fängsligt förvar och förvisades slutligen på tio år till Jakutsk i Sibirien. Där studerade han landets urbefolkning, särskilt jukagirerna, deras språk, folksägner och etnologi. 
Då Jochelson 1897 återkommit till Sankt Petersburg, började Rysslands Vetenskapsakademi att utge hans lingvistiska arbeten. År 1900 engagerades han av American Museum of Natural History i New York för en 2½ års expedition till nordvästra Asien och hemförde till New York ett rikt material av stort vetenskapligt värde. Från 1907 var han deltagare i Rjabusjinskijs expedition till Kamtjatka och Aleuterna. 
Jochelsons förnämsta publikationer är utdrag av samlingar för studiet av jukagirernas språk och folklore (på ryska; i vetenskapsakademiens handlingar, IX, N2, 1898), Religion and Myths of the Koryaks (1905) och The Koryaks. Material Culture and Social Organization (1908).